# Liste der Baudenkmäler in Ense
Die Liste der Baudenkmäler in Ense enthält die denkmalgeschützten Bauwerke auf dem Gebiet der Gemeinde Ense im Kreis Soest in Nordrhein-Westfalen (Stand: Oktober 2019). Diese Baudenkmäler sind in der Denkmalliste der Gemeinde Ense eingetragen; Grundlage für die Aufnahme ist das Denkmalschutzgesetz Nordrhein-Westfalen (DSchG NRW).

| Bild                                    | Bezeichnung                               | Lage                                    | Beschreibung | Bauzeit             | Eingetragen seit | Denkmal- nummer |
| --------------------------------------- | ----------------------------------------- | --------------------------------------- | ------------ | ------------------- | ---------------- | --------------- |
| weitere Bilder                          | Wohnhaus (jetzt Heimathaus)               | Bremen Kirchplatz 7 Karte               |              | 1800                | 09.07.1981       | 1               |
| weitere Bilder                          | Kapelle auf dem Fürstenberg               | Höingen Fürstenberg Karte               |              | 1663                | 14.05.1982       | 2               |
| weitere Bilder                          | Haus Füchten                              | Hünningen Haus Füchten Karte            |              | 17. Jahrhundert     | 05.01.1983       | 3               |
| weitere Bilder                          | Katholische Pfarrkirche St. Lambertus     | Bremen Kirchplatz 16 Karte              |              | 12. Jahrhundert     | 15.02.1984       | 4               |
| weitere Bilder                          | Katholische Gutskapelle St. Urbanus       | Bilme Hewingser Straße 1 Karte          |              | 13./18. Jahrhundert | 15.02.1984       | 5               |
| weitere Bilder                          | Fachwerkhaus Forsthaus                    | Höingen Fürstenberg Karte               |              | 19. Jahrhundert     | 20.02.1984       | 6               |
| weitere Bilder                          | St.-Rochus-Kapelle                        | Oberense An der Tigge 2 Karte           |              | 1770                | 10.01.1985       | 7               |
| weitere Bilder                          | Kapelle Gut Radberg                       | Sieveringen Radberg 2 Karte             |              | 1744                | 16.01.1985       | 8               |
| BW                                      | Hofanlage Füchtener Heide                 | Hünningen Füchtener Heide 3 Karte       |              | 1836                | 03.05.1988       | 9               |
| Fachwerkhaus                            | Fachwerkhaus                              | Oberense Bremer Straße 14 Karte         |              | 1716                | 09.05.1989       | 10              |
| Wohnhaus                                | Wohnhaus                                  | Lüttringen Hermann-Löns-Straße 29 Karte |              | 18. Jahrhundert     | 25.09.1989       | 11              |
| weitere Bilder                          | Katholische Heilig-Geist-Kirche           | Bilme Hewingser Straße 2 Karte          |              | 1914                | 08.09.1993       | 13              |
| Kruzifix mit Arma Christi und Bildstock | Kruzifix mit Arma Christi und Bildstock   | Bilme Hewingser Straße 10 Karte         |              | 1823                | 08.09.1993       | 14              |
| Wohnhaus                                | Wohnhaus                                  | Niederense Im Steinborn 3 Karte         |              | 19. Jahrhundert     | 08.09.1993       | 15              |
| weitere Bilder                          | Umspannhaus                               | Sieveringen Soester Straße Karte        |              | 20. Jahrhundert     | 30.09.1994       | 16              |
| weitere Bilder                          | Feuerwehrgerätehaus                       | Bremen Zur Waterlappe 1 Karte           |              | 1927                | 08.09.1993       | 17              |
| Wohnhaus (ehemalige Mädchenschule)      | Wohnhaus (ehemalige Mädchenschule)        | Bremen Kirchplatz 13 Karte              |              | 1802                | 17.09.1996       | 18              |
| BW                                      | Altar als Bestandteil Urbanus-Kapelle     | Bilme Hewingser Straße 3 Karte          |              | 13./18. Jahrhundert | 08.11.1995       | 20              |
| BW                                      | Altar als Bestandteil Fürstenberg-Kapelle | Höingen Fürstenberg Karte               |              | 1665                | 30.09.1994       | 23              |
| weitere Bilder                          | St.-Anna-Kapelle                          | Niederense Bernhardusplatz 1 Karte      |              | 1887                | 29.01.2015       | 32              |